# УПС! (бенд)
УПС! (скраћеница од Устани против система) био је хардкор панк бенд из Петровца на Млави, основан 2006. године.

## Историја
Бенд УПС! настао је у септембру 2006. године. Цела прича почиње 2005. године, када су се садашњи бубњар Дарко Стојановић (Даре) и тадашњи басиста Боки срели на једној од проба петровачког хардкор бенда „Голубови и купус“, где је тада свирао Јован Коштић (Mandow). Након тог сусрета настаје идеја о оснивању панк бенда..
Убрзо се групи прикључио и гитариста Лука Гласиновић, па је бенд добио првобитно име „Барабе“. У почетку су изводили сопствене песме попут „Даа“, „Прича о панкеру“, „Наш глас“ и „Пироманска химна“, али су истовремено радили и обраде страних и домаћих панк и хардкор извођача.
Прва свирка одржана је у Великом Градишту на ливади уз Дунав, где је импровизована „бина“ била окружена стадом оваца. Тај наступ, иако необичан, оставио је утисак у локалној сцени.  
На бенд су утицали извођачи као што су Пенивајз, Рансид, Bad Religion, NOFX, The Bouncing Souls, као и домаћи Atheist Rap, Џа или Бу и Гоблини.
Почетком 2007. године донета је одлука да се име „Барабе“ промени у УПС!. Бенд је под тим именом остао активан све до 2013. године.
Током 2009. године наступили су на „RIFF“ гитаријади у Петровцу на Млави, након чега је басиста Боки напустио групу. У знак шале на његов одлазак настала је песма „Боки иде у Гранд“. Убрзо затим, улогу басисте преузео је Јован Костић Мандов, док је у састав ушао и гитариста Миша.  
У септембру 2009. године започели су снимање првог промо-демо материјала у студију „Mr. Sound“ у Петровцу на Млави, који је завршен у мају 2010. године. Исте године освојили су прво место на квалификацијама GBOB такмичења у Београду и наступили у националном финалу, где су били једини панк бенд међу финалистима.  
У августу 2010. Миша напушта бенд, након чега УПС! наставља као трио. Октобра исте године реализовали су прву мини-турнеју у Словенији и Хрватској заједно са бендом White Stain из Љубљане.  
Године 2011. објављују свој први студијски албум Еволуција кроз транзицију за Punk Outlaw Records. Албум је донео групи и наступе у иностранству, укључујући и учешће на „Hicktown Festival“ у Швајцарској.

## Чланови
- Јован Коштић (Мандов) - вокали и бас
- Дарко Стојановић (Даре) – бубњеви
- Лука Гласновић (Лука) – ритам гитара

## Дискографија
- Демо промо (2010) – демо
- Еволуција кроз транзицију (2011) – студијски албум